# Junior Durkin
Trent "Junior" Durkin (2 de julho de 1915 – 4 de maio de 1935) foi um ator americano de teatro e cinema.

## Carreira
Trent Bernard Durkin nasceu na cidade de Nova Iorque em 2 de julho de 1915. Começou sua carreira de ator no teatro ainda criança. Durkin apareceu pela primeira vez no cinema em 1930, interpretando o papel de Huckleberry Finn em Tom Sawyer (1930) e em Huckleberry Finn (1931), ambas as vezes com Jackie Coogan no papel de Tom Sawyer. Sob contrato com a RKO Radio Pictures, ele foi escalado para uma série de filmes "B" em papéis de comédia que capitalizavam sua aparência desengonçada. Ele co-estrelou Hell's House (1932) com a então estreante Bette Davis.
RKO começou a prepará-lo para papéis mais adultos. Em seu último filme, Chasing Yesterday (1935), estrelado por Anne Shirley, ele foi anunciado como Trent Durkin.

## Morte
Em 1935, Durkin estava retornando de uma viagem de caça no México com Jackie Coogan e três outros: o pai de Coogan, John Henry Coogan Jr., Charles Jones (gerente do Coogan Ranch) e o escritor Robert Horner. O pai de Coogan teve que desviar para evitar colidir com um carro que vinha direto em sua direção, e seu carro saiu da estrada, rolando repetidamente até pousar no leito de um riacho. O acidente ocorreu a cerca de 50 milhas (80 km) de San Diego, Califórnia. Jackie Coogan foi o único sobrevivente.
Na época, Durkin estava morando com o agente Henry Willson, e havia rumores de que eles eram amantes. Em uma entrevista de 2013, a ex-estrela infantil Diana Serra Cary (conhecida como Baby Peggy), uma amiga próxima de Durkin, disse: "Não me surpreenderia saber que Trent era gay. No entanto, no início dos anos trinta, teria sido suicídio um jovem ator tão promissor sair do armário. Especialmente sem a proteção de um produtor forte, ou já sob contrato com a MGM, o chefe do estúdio Louis B. Mayer investiu seriamente em seu sucesso futuro como protagonista."
Durkin foi enterrado no Forest Lawn Memorial Park em Glendale, Califórnia.

## Filmografia
| Ano  | Título              | Personagem                  | Notas                                                           |
| ---- | ------------------- | --------------------------- | --------------------------------------------------------------- |
| 1930 | Recaptured Love     | Henry Parr                  | creditado como Bernard Durkin                                   |
| 1930 | The Santa Fe Trail  | Veterano                    | creditado como Bernard Durkin                                   |
| 1930 | Tom Sawyer          | Huckleberry Finn            |                                                                 |
| 1931 | Huckleberry Finn    | Huckleberry Finn            |                                                                 |
| 1932 | Hell's House        | Jimmy Mason                 | título alternativo: Juvenile Court creditado como Junior Dirkin |
| 1933 | Man Hunt            | William 'Junior' Scott, Jr. |                                                                 |
| 1934 | Big Hearted Herbert | Junior Kalness              | creditado como Trent Durkin                                     |
| 1934 | Ready for Love      | Joey Burke                  |                                                                 |
| 1934 | Little Men          | Franz                       |                                                                 |
| 1935 | Chasing Yesterday   | Henri                       | creditado como Trent Durkin, último papel no cinema             |